# Chan Fai Lui
Chan Fai Lui (nascido em 28 de março de 1955) é um ex-ciclista honconguês. Competindo no ciclismo de estrada, representou o Honguecongue em três provas nos Jogos Olímpicos de 1976, realizados em Montreal, Canadá.